# Villefranque, Pyrénées-Atlantiques
Villefranque (Basque Milafranga) là một xã thuộc tỉnh Pyrénées-Atlantiques trong vùng Nouvelle-Aquitaine miền tây nam nước Pháp.